# Mark Warkentien
Mark Warkentien (Huntington, 16 de abril de 1953) é um executivo de basquetebol estadunidense. Ocupa o posto de gerente geral do clube Denver Nuggets, da National Basketball Association (NBA) e foi nomeado Vice Presidente das Operaçoes Executivas em 7 de setembro de 2006. Conquistou o prêmio NBA Executive of the Year na temporada da NBA de 2008-09.